# Bow Valley
Bow Valley är en dal i provinsen Alberta i Kanada. Den ligger vid floden Bow River, och antas ha namngivits efter att den utseendemässigt påminner om en pilbåge.

## Parker
Bow Valley Provincial Park (en del av Kananaskisparksystemet) anlades öster om Canadian Rockies, medan flodens övre delar flyter genom Banff National Park.

## Sjöar
Många sjöar, glaciärsjöar och konstgjorda, finns i Bow Valley:
- Bow Lake
- Hector Lake
- Vermillion Lakes
- Lake Louise
- Gap Lake
- Lac des Arcs
- Ghost Lake